# Lucchese-Familie
Die Lucchese-Familie (Lucchese Crime Family [luˈkːeːze]), einstmals bekannt als Gagliano-Familie, ist eine italo-amerikanische Mafiafamilie der amerikanischen Cosa Nostra und eine der sogenannten Fünf Familien von New York City, welche dort die organisierte Kriminalität in weiten Teilen beherrschen.

## Geschichte

### Frühe Jahre
Gaetano „Tom“ Reinas kriminelle Karriere begann in der Bronx, und bald schon kontrollierte er den Handel mit Stangeneis, welches als Kühlmittel in den damaligen nicht-elektrischen Kühlschränken eingesetzt wurde. Zunächst existierte die Gruppe parallel zur Morello-Familie um Peter Morello in Harlem und in der Bronx, war dann aber unter Kontrolle des Mustache Petes Ciro Terranova, einem (Halb-)Bruder der Morellos. Unter Joe Masseria wurde Reina ein hochrangiges Mitglied der Familie, die heute als Vorläufer der Genovese-Familie gelten kann und die Reina-Gang kam letztendlich unter die Kontrolle von Joe Masseria.
Aus heutiger Sicht waren die Männer um Reina eher eine „streetcrew“ und keine eigenständige Familie.

### Krieg von Castellammare
Ende der 1920er Jahre deutete sich der Konflikt zwischen Joe Masseria und Salvatore Maranzano an, der dann als Krieg von Castellammare bezeichnet wurde.
Seit 1919 galt eine Alkoholprohibition in den USA und Maranzano begann, Alkoholladungen von Masseria zu entführen und durch die gewaltsame Übernahme verschiedener „Speakeasys“ auf dessen Gebiet vorzudringen. Masseria hatte von Gaetano Reina und seiner Bande mehr Geld eingefordert, worauf dieser sich an Maranzano wandte. Sein Frontenwechsel war jedoch durch Peter Morello an Masseria verraten worden. Als Reaktion auf die Verratspläne von Reina plante Masseria zusammen mit Gaetano Gagliano dessen Ermordung. Die Tat wurde am 26. Februar 1930 durch Vito Genovese ausgeführt. Seine Ermordung wird heute als Beginn des Kriegs von Castellammare gesehen.
Als neuer Boss über die Bande wurde Joseph Pinzolo von Masseria eingesetzt. Weder Gagliano noch Tommy Lucchese waren von dieser Einsetzung von außen begeistert, hielten aber offiziell weiter zu Masseria. Nachdem unbekannte Killer im September 1930 Pinzolo erschossen hatten, wurde Gagliano Boss der Reina-Gang. Inzwischen waren Gagliano und Lucchese heimlich ein Bündnis mit Lucky Luciano eingegangen, der Masseria und Maranzano gegeneinander ausspielte.
Dadurch wurde die Bande wieder eigenständig und Gaetano Gagliano wurde Mitglied in der Kommission des National Crime Syndicate.

### Gaetano Gagliano
Nachdem Luciano 1936 inhaftiert wurde, beherrschten Vincent Mangano, Joseph Bonanno, Stefano Magaddino und Joe Profaci, die Bosse der anderen vier Familien, die Kommission. Gagliano als Boss einer der kleineren Familien musste sehr vorsichtig vorgehen, um nicht in eine aussichtslose Position zu geraten. Er hielt sich auch in der Öffentlichkeit sehr zurück, so dass auch aus den 1940er und 1950er Jahren wenig über ihn bekannt wurde. Lediglich seine Verwicklungen in die Umgehung der Benzinrationierung und in den Schwarzmarkt für Zucker während des Zweiten Weltkriegs wurden bekannt.
Eine der wenigen öffentlichen Auftritte, an denen Gagliano teilnahm, war die Hochzeit von Joe Valachi am 18. September 1932. An den großen Treffen und Konferenzen der La Cosa Nostra nahm in der Regel immer Tommy Lucchese teil.

### Tommy Lucchese

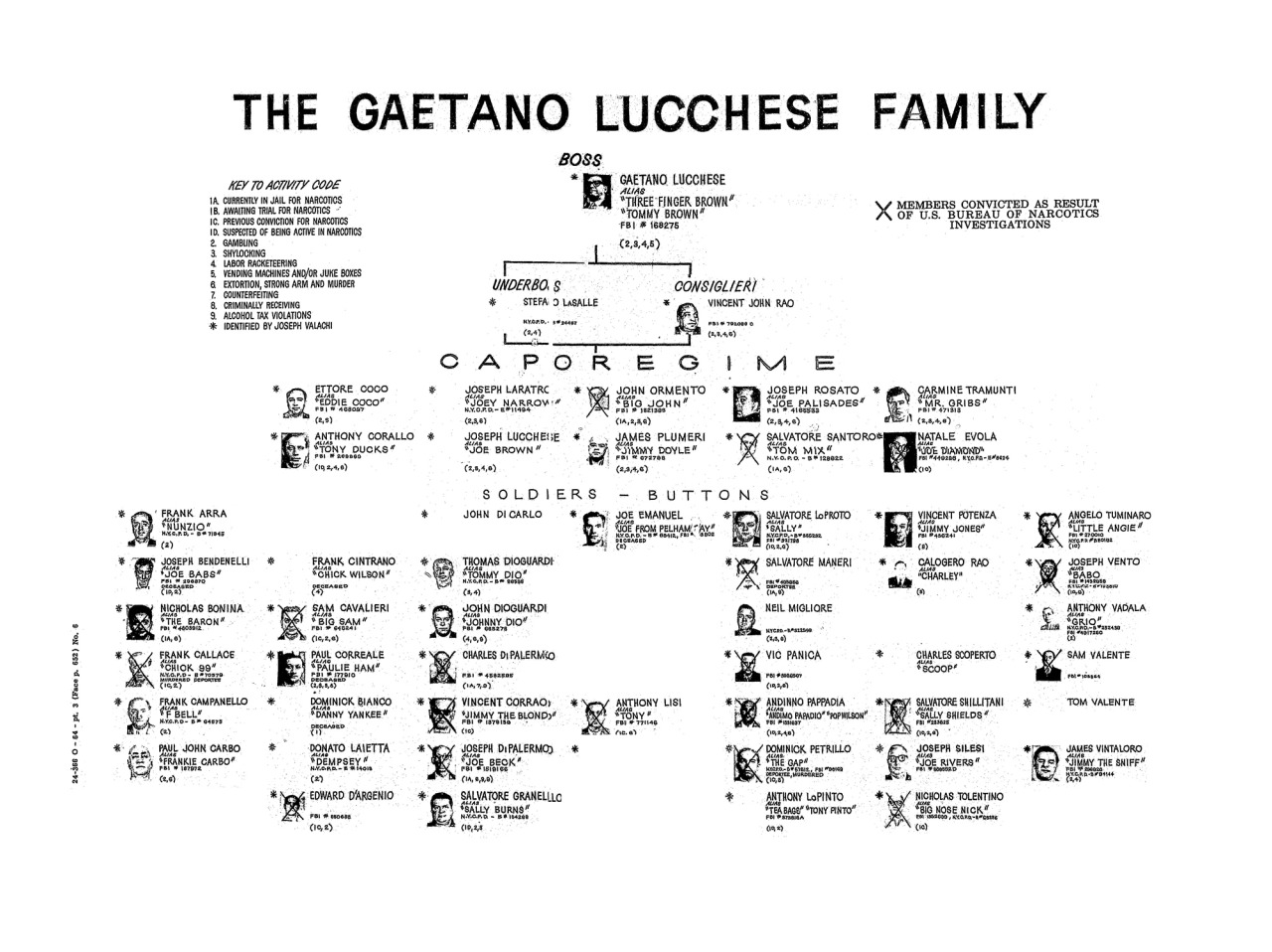
Organigramm der Lucchese-Familie 1963.

Nach dem „Krieg von Castellammare“ war Tommy Lucchese der Stellvertreter von Gaetano Gagliano geworden und wurde dessen Nachfolger, als dieser 1951 starb. Lucchese legte Wert auf traditionelle Tugenden der originären sizilianischen Cosa Nostra. Ein Maximum an illegalen Gewinnen sollte mit einem Minimum an Aufsehen erzielt werden. Lucchese eröffnete seiner Organisation neue Einnahmequellen aus illegalen Aktivitäten in der Bekleidungsindustrie Manhattans (Garment District) und im zugehörigen Transportgewerbe, indem er wichtige Gewerkschaftsfunktionäre und Unternehmer unter seine Kontrolle brachte. Partner bei diesen Aktivitäten war Harry Rosen. Beide verschifften Bekleidung, die in New York City hergestellt worden war.
Auch privat führte Lucchese ein stilles und stabiles Leben. Am 13. Juli 1967 erlag er einem Gehirntumor. Sein Nachfolger als Anführer der Lucchese-Familie wurde zunächst Carmine Tramunti.

### Tramunti und die Gambino-Familie
Carmine Tramunti wohnte in der 107th Street und kontrollierte den größten Teil der „Number Games“ in Harlem, aber auch die Craps-Spiele in New York City und hatte sein Hauptquartier im Laden „The Stage Delicatessen“ in Manhattan. Sein Verhalten entsprach nicht dem gängigen Klischee eines Italo-Amerikaners und er wirkte eher wie ein typischer Durchschnittsamerikaner.
Aber die Verhältnisse hatten sich geändert. Durch den Drogenhandel mit Heroin hatte die Gambino-Familie unter Carlo Gambino eine Vormachtstellung errungen. Außerdem hatte Gambinos Sohn Thomas 1962 Franca Lucchese geheiratet, die Tochter von Tommy Lucchese.
Tramunti agierte eher wie ein „front boss“ der Gambinos als wie ein eigenständiges Oberhaupt. 1971 war Tramunti an einem Multi-Millionen-Betrug beteiligt und wurde ab 1973 von der Staatsanwaltschaft in Brooklyn streng überwacht. Tramunti wurde auch verdächtigt, in die French Connection verwickelt zu sein und den darin abgewickelten Heroinhandel vorfinanziert zu haben.
Allerdings war der einzige Beweis ein von einem Fahnder beobachteter Handschlag mit einem Drogendealer. Dieser Handschlag wurde vom Gericht als Vereinbarung zu einem Drogengeschäft gewertet und Tramunti wurde zu einer Haftstrafe von 15 Jahren verurteilt. Hierauf wurde in einer Szene des Films Goodfellas Bezug genommen.

### Anthony Corallo
Anthony „The Ducks“ Corallo stammte aus Queens und diente bereits unter Tommy Lucchese. Schwerpunktmäßig war er mit der Unterwanderung und Kontrolle der Gewerkschaften beschäftigt („Labor Racketeering“) und arbeitete eng mit Jimmy Hoffa – dem Gewerkschaftsführer der Teamsters – zusammen. Insbesondere das „Local 239“ in New York fungierte als „Melkkuh“ der Gangster, indem dort Beschäftigte abgerechnet wurden, die lediglich auf dem Papier existierten. Auf diese Weise wurden monatlich rund 69.000 US-Dollar aus der Gewerkschaftskasse abgeschöpft.
Weitere enge Verbindungen bestanden vor allem zu den Gewerkschaften der Painters and Decorators Union, Conduit Workers Union und der United Textile Workers. Seine wichtigsten Männer bei diesen Gewerkschaftsoperationen waren Salvatore „Tom Mix“ Santoro, Giovanni „Johnny Dio“ Dioguardi und sein Consigliere Christopher „Christie Tick“ Furnari.
Unter dem strengen Führungsstil von Corallo prosperierte die Lucchese-Familie. Seit dem Tod von Carlo Gambino und nach dem Ende der French Connection agierte die Familie wieder eigenständig. Der Arm der Lucchese-Familie reichte damals bis New Jersey, wo Anthony „Tumac“ Accetturo und Michael „Mad Dog“ Taccetta für die Familie tätig waren; insbesondere organisierten sie dort das illegale Glücksspiel und trieben Schulden ein.
Im Auftrag der US-Regierung wurde Corallos Auto verwanzt, und die Ermittler wurden so in den 1980er Jahren Zeugen zahlreicher Gespräche mit seinen Chauffeuren und Bodyguards Salvatore „Sal“ Avellino und Aniello „Neil“ Migliore und unzähligen Telefonaten über sein Autotelefon.
Schließlich wurde Corallo 1986 verhaftet und zu einer lebenslangen Haftstrafe verurteilt; ein Umstand, von dem damals alle Anführer der Fünf Familien mehr oder minder betroffen waren. Corallo starb 2000 in Haft.

### Rivalität mit John Gotti
Nach der Verhaftung von Corallo übernahmen Vittorio „Vic“ Amuso und sein gefürchteter „Underboss“ Anthony „Gaspipe“ Casso die Führung der Familie. Die Familie geriet bald in Schwierigkeiten, da beide ausgesprochene Feinde von John Gotti, dem neuen Oberhaupt der Gambino-Familie, waren und sich loyal zur Genovese-Familie und dessen Boss Vincent Gigante verhielten.
Gotti hatte 1985 ohne Abstimmung mit den anderen Oberhäuptern Paul Castellano ermordet, um sich selbst an die Spitze der Gambino-Familie zu setzen, und Amuso, Casso und Gigante planten die Ermordung von Gotti. Am 13. April 1986 wurde Frank DeCicco mit seinem Auto in die Luft gesprengt, Gotti aber, das eigentliche Ziel, verfehlt. Dieser Anschlag löste eine blutige Fehde aus, die zu vielen Toten bei den drei beteiligten Familien führte. Anfang 1987 scheiterte ein Mordanschlag auf Casso; dieser machte Gotti verantwortlich und begann, mit wachsender Brutalität gegen tatsächliche oder vermeintliche Verräter in den eigenen Reihen vorzugehen. Damit untergrub er aber langfristig die Loyalität, die man ihm entgegenbrachte.
Außerdem begannen Amuso und Casso, die Profite der „New Jersey Crew“ zu beschneiden, da sie einen Anteil von 50 % von Anthony Accetturo und Michael Taccetta forderten, was diese ablehnten. Daraufhin befahl Amuso beide zu einem Treffen nach Brooklyn, wo sie jedoch nicht erschienen, da sie um ihr Leben fürchten mussten; beide sagten sich zunächst von der Lucchese-Familie los und wurden in den 1990er Jahren zu Pentiti.
Nachdem Amuso 1991 verhaftet worden war, übernahm Casso faktisch die Führung der Familie. Nachdem er den Tod mehrerer Mobster angeordnet hatte, deren Ermordung von vielen Gangstern als ungerechtfertigt angesehen wurde, verloren wichtige Angehörige der Organisation das Vertrauen in Casso und wandten sich an das FBI. Weitere Lucchese-Mitglieder, wie Alphonse „Little Al“ D’Arco, waren nun zur Zusammenarbeit mit der Polizei bereit. Casso wurde 1994 verhaftet und wie Amuso zu einer lebenslangen Haftstrafe verurteilt. Insbesondere die Morde im Zusammenhang mit der Fehde mit Gotti wurden den beiden nun zur Last gelegt. Die Pentiti hatten insbesondere angegeben, dass bereits seit Anfang 1986 die Ermordung von John Gotti, DeCicco und Gene Gotti geplant worden sei. Zeitweilig sah es so aus, als hätten die Ereignisse zur Zerschlagung der Lucchese-Familie geführt.

### Gegenwart
Die Familie ist jedoch weiter aktiv und geriet wieder in den Fokus der Öffentlichkeit, als 2006 zwei frühere Beamte der New Yorker Polizei, Louis Eppolito und Stephen Caracappa, überführt wurden, jahrelang als Berufskiller für die Lucchese-Familie tätig gewesen zu sein. Ein Gericht verurteilte die beiden Männer wegen Mordes, Mordversuchs, Erpressung, Geldwäsche und Drogenhandel zu einer lebenslangen Haftstrafe. Außerdem hatten sie in zwei Jahrzehnten polizeiliche Geheimnisse verraten; eine vorzeitige Haftentlassung wurde durch Richter Jack Weinstein ausgeschlossen. Ein endgültiges Urteil war damals wegen formaler Gründe aber ausgeblieben und wurde Anfang 2009 nachgeholt.
Der Tipp war dabei von Anthony Casso gekommen, der angesichts der eigenen strafrechtlichen Belastungen selbst zum Pentito geworden war und die beiden Beamten mit seiner Aussage enttarnte.
Die Lucchese-Familie soll derzeit über etwa 115–140 Vollmitglieder verfügen und von Steven Crea geführt werden.

## Historische Führung

### Oberhaupt der Familie
Nicht immer ist das Oberhaupt einer Familie so eindeutig zu identifizieren; insbesondere, wenn durch eine Haftstrafe ein anderes Familienmitglied in den Vordergrund rückt. Die Betrachtung von außen macht es nicht immer einfach, ein neues Oberhaupt als solches zu erkennen bzw. dessen genaue Amtszeit festzustellen. Außerdem scheint sich gewissermaßen ein Präsidialsystem durchzusetzen; d. h. das Oberhaupt verlagert seine Macht mehr auf einen sogenannten „acting boss“ und/oder „street boss“, die ihrerseits wiederum das Oberhaupt als solches weiter anerkennen, auch wenn es zum Beispiel in Haft sitzen sollte.
| Zeitraum   | Name                             | Spitzname   | Lebensdaten | Todesursache                    | Anmerkung                                       |
| ---------- | -------------------------------- | ----------- | ----------- | ------------------------------- | ----------------------------------------------- |
| 1922–1930  | Gaetano Reina                    | Tommy       | 1889–1930   | am 26. Februar 1930 erschossen  | Täter: Vito Genovese                            |
| 1930–1930  | Bonaventura „Joseph“ Pinzolo     | Fat Joe     | 1887–1930   | am 5. September 1930 erschossen | Täter: Girolamo Santuccio und Dominick Petrillo |
| 1930–1951  | Gaetano (geb.: Tommaso) Gagliano | Tommy       | 1884–1951   | natürlicher Tod                 |                                                 |
| 1951–1967  | Thomas (geb.: Gaetano) Lucchese  | Tommy Brown | 1899–1967   | Gehirntumor                     |                                                 |
| 1967–1973  | Carmine Tramunti                 | Mr. Gribbs  | 1910–1978   | natürlicher Tod                 | 1974 bis zum Tod inhaftiert                     |
| 1973–1986  | Antonio „Anthony“ Corallo        | Tony Ducks  | 1913–2000   | natürlicher Tod                 | 1986 bis zum Tod inhaftiert                     |
| 1986–heute | Vittorio „Victor“ Amuso          | Little Vic  | * 1934      |                                 | seit 1991 inhaftiert                            |

Acting Boss
- 1966–1967: Carmine „Mr. Gribbs“ Tramunti ; wurde 1967 Boss
- 1967–1967: Ettore „Eddie“ Coco ; 1908–1991 ; zurückgetreten ; wurde 1986 Consigliere
- 1991–1991: Alphonse „Little Al“ D’Arco ; * 1932; ab 1991 Teil des Führungsgremiums
- 1993–1998: Joseph „Little Joe“ DeFede ; * 1934–2012 ; ab 1998 inhaftiert
- 1998–2000: Steven Lorenzo „Wonderboy“ Crea ; * 1947; 2000–2006 inhaftiert ; wurde 2009 erneut Acting Boss
- 2000–2003: Louis „Louie Bagels“ Daidone ; * 1946; bis 2002 zeitgleich Consigliere ; seit 2004 inhaftiert
- 2009–heute: Steven Lorenzo „Wonderboy“ Crea

Street Boss (Front Boss)
- 1986–1987: Anthony Salvatore „Gaspipe“ Casso ; * 1942–2020 ; wurde 1987 Consigliere
- 1990–1991: Alphonse „Little Al“ D’Arco ; wurde 1991 Acting Boss
- 1991–1993: (Gremium) —
  - Anthony „Bowat“ Baratta ; * 1938; 1992–2012 inhaftiert
  - Salvatore „Sal“ Avellino, Jr. ; * 1935; 1993–2006 inhaftiert
  - Frank „Big Frank“ Lastorino ; * 1939; 1994–2008 inhaftiert
  - Alphonse „Little Al“ D’Arco ; wurde 1991 Informant
- 2003–2009: (Gremium) —
  - Aniello „Neil“ Migliore ; * 1933
  - Joseph „Joey Dee“ DiNapoli ; * 1935
  - Matthew Madonna ; * 1935

### Underboss der Familie
Der Underboss ist die Nummer zwei in der Verbrecherfamilie; er ist der stellvertretende Direktor des Syndikats. Er sammelt Informationen für den Boss, gibt Befehle und Instruktionen an die Untergebenen weiter. In Abwesenheit des Bosses führt er die kriminelle Gruppe.
| Zeitraum  | Name                             | Spitzname   | Lebensdaten | Todesursache    | Anmerkung                              |
| --------- | -------------------------------- | ----------- | ----------- | --------------- | -------------------------------------- |
| 1920–1930 | Gaetano (geb.: Tommaso) Gagliano | Tommy       | 1884–1951   | natürlicher Tod | wurde 1930 Boss                        |
| 1930–1951 | Thomas (geb.: Gaetano) Lucchese  | Tommy Brown | 1899–1967   | Gehirntumor     | wurde 1951 Boss                        |
| 1951–1972 | Stefano LaSalle (geb. LaSala)    | Steve       |             | natürlicher Tod | zurückgetreten                         |
| 1973–1978 | Aniello Migliore                 | Neil        | * 1933      |                 | zurückgetreten                         |
| 1978–1986 | Salvatore T. Santoro, Sr.        | Tom Mix     | 1915–2000   | natürlicher Tod | 1986 bis zum Tod inhaftiert            |
| 1986–1989 | Mariano Macaluso                 | Mac         | 1912–1992   | natürlicher Tod | zurückgetreten                         |
| 1989–1993 | Anthony Salvatore Casso          | Gaspipe     | 1942–2020   |                 | 1993 inhaftiert ; wurde 1994 Informant |
| 1993–1998 | Steven Lorenzo Crea              | Wonderboy   | * 1947      |                 | wurde 1998 Acting Boss                 |

Acting Underboss
- 1990–1992: Anthony „Bowat“ Baratta ; 1992–2012 inhaftiert
- 1998–2000: Eugene „Boopsie“ Castelle ; * 1960; 2000–2008 inhaftiert

### Consigliere der Familie
Auf derselben Ebene wie der Underboss steht der Consigliere, der Berater der kriminellen Familie. Es handelt sich in der Regel um ein älteres Mitglied der Familie, welches über großen Respekt innerhalb der Familie verfügt und dadurch einen beträchtlichen Einfluss ausüben kann.
| Zeitraum   | Name                     | Spitzname     | Lebensdaten | Todesursache    | Anmerkung                             |
| ---------- | ------------------------ | ------------- | ----------- | --------------- | ------------------------------------- |
| 1931–1953  | Stefano Rondelli         | Steve         |             |                 | zurückgetreten                        |
| 1953–1973  | Vincenzo John Rao        | Vinny         | 1898–1988   | natürlicher Tod | 1965–1970 inhaftiert ; zurückgetreten |
| 1973–1981  | Vincent Foceri           | Vinnie Beans  | 1918–1979   |                 | zurückgetreten                        |
| 1981–1986  | Christopher Furnari, Sr. | Christie Tick | * 1924      |                 | 1986–2014 inhaftiert                  |
| 1986–1987  | Ettore Coco              | Eddie         | 1908–1991   | natürlicher Tod | zurückgetreten                        |
| 1987–1989  | Anthony Salvatore Casso  | Gaspipe       | * 1940      |                 | wurde 1989 Underboss                  |
| 1991–1993  | Frank Lastorino          | Big Frank     | * 1939      |                 | 1994–2008 inhaftiert                  |
| 1993–1996  | Frank Papagni            | Frankie Bones | * 1957      |                 | 1996–2015 inhaftiert                  |
| 1996–2002  | Louis Daidone            | Louie Bagels  | * 1946      |                 | wurde 2000 Acting Boss                |
| 2002–heute | Joseph Caridi            | Joe C.        | * 1949      |                 | 2003–2009 inhaftiert                  |

Acting Consigliere
- 1965–1967: Mariano „Mac“ Macaluso; wurde 1986 Underboss
- 1967–1973: Paul Frank „Paulie“ Vario (1914–1988); 1974–1976 inhaftiert

### Capos
Unter dem Underboss arbeiten die Capos. Im Sinne der Omertà üben sie eine wichtige Pufferposition zwischen der Leitung der Familie und den eigentlichen kriminell-aktiven Bandenmitgliedern aus, die sich aus Bezirkschefs und einfachen Mitgliedern, den sogenannten Soldaten, zusammensetzen. Die Anführer der Familie, insbesondere der Boss, vermeiden jeden direkten Kontakt mit den einfachen Mitgliedern und Assoziierten, welche die kriminellen Aktivitäten ausführen (müssen). Die Kommunikation zwischen der kriminellen Untergruppe und der leitenden Obergruppe findet über die Capos statt.
- Bronx Fraktion:
  - Joseph „Joey Dee“ DiNapoli
  - Matthew Madonna
  - John „Johnny Hooks“ Capra ; * 1940
  - Anthony „Blue Eyes“ Santorelli
  - Joseph „Big Joe“ Lubrano ; * 1970

- Manhattan & Long Island Fraktion:
  - Aniello „Neil“ Migliore
  - Dominic „Crazy Dom“ Truscello ; * 1934
  - Anthony Croce ; * 1933

- Brooklyn Fraktion:
  - John „Big John“ Castellucci
  - Domenico „Danny“ Cutaia ; * 1936
  - Carlo Profeta

- New Jersey Fraktion:
  - Michael Salvatore „Mad Dog“ Taccetta ; * 1947
  - Ralph Vito Perna ; * 1946
  - Joseph „Joey“ Giampa ; * 1941

## Filme und Dokumentationen
- 1981: Gangster Wars: Tommy „Tommy“ Lucchese wird gespielt von Jon Polito.
- 1990: GoodFellas – Drei Jahrzehnte in der Mafia: Film über Henry Hill und dessen Karriere in der Vario Crew. Paul Frank „Paulie“ Vario wird gespielt von Paul Sorvino.
- 1991: Die wahren Bosse – Ein teuflisches Imperium: Film über den Krieg von Castellammare, der Gründung der Fünf Familien und des National Crime Syndicate. Gaetano „Tommy“ Reina wird gespielt von Christopher Penn.
- 2006: Find Me Guilty – Der Mafiaprozess: Film über Giacomo „Jackie Dee“ DiNorscio und den großen Prozess gegen die Lucchese-Familie
- 2007: American Gangster: Der fiktive Mafiaboss „Dominic Cattano“, verkörpert durch Armand Assante, ist angelehnt an Carmine Tramunti.